# Eulophia galeoloides
Eulophia galeoloides är en orkidéart som beskrevs av Friedrich Fritz Wilhelm Ludwig Kraenzlin. Eulophia galeoloides ingår i släktet Eulophia och familjen orkidéer. Inga underarter finns listade i Catalogue of Life.